# Штригель, Викторин
Викторин Штри́гель (нем. Viktorin Strigel; 1524, Кауфбойрен — 1569, Гейдельберг) — протестантский богослов, ученик и последователь Филиппа Меланхтона.
Учился в Фрайбургском и Виттенбергском университетах.
Будучи профессором Йенского университета, подвергался преследованиями как приверженец синергизма. В 1562 году перешёл в Лейпцигский, затем в Виттенбергий, и, наконец, в Гейдельбергий университет (с 1567 года). Главный труд — «Loci theologici» (1581—1584)